# グロスター郡 (ニュージャージー州)
グロスター郡（英: Gloucester County）は、アメリカ合衆国ニュージャージー州の南西部にある郡。ペンシルベニア州のフィラデルフィアに近い。人口は30万2294人（2020年）。郡庁所在地はウッドベリー市（人口1万0174人）であり、同郡で人口最大の自治体はワシントン・タウンシップ（人口4万8559人）である。
グロスター郡はデラウェア・バレーにあり、アトランティックシティの北西に位置している。

## 歴史
17世紀にスウェーデン人がニュースウェーデン植民地を造ったとき、スウィーズボロとブリッジポートが初期の開拓地だった。グロスター郡は、1686年5月26日にバーリントン郡から分離して郡庁舎が設立されたのが始まりだった。公式には1694年5月17日に西ジャージーの一部として郡となり、領域が設定された。1837年2月7日、郡の一部を分離してアトランティック郡が作られ、1844年3月13日にはカムデン郡が設立された。グロスターという郡名はイングランドのグロスター市とグロスタシャーから採られた。
1683年にヘンリー・ウッドが設立したウッドベリーが郡内最古の自治体である。郡内の別の町であるナショナルパークでは、アメリカ独立戦争のときに、レッドバンクの戦いが行われた。そこは現在郡立公園に入っており、マーサー砦が造られていた。そこからは戦闘中に沈んだイギリスの艦船オーガスタの残骸を見ることができる。公園に来た観光客が見られるように風よけが付けられている。植民地時代のグロスター郡は農業が経済の根幹だった。当時の中心地だったウッドベリーには、郡庁舎、郡監獄、クエーカー教徒の集会所（現在も残っている）、1軒の宿屋（現在のウッドベリー・クロッシングにあった）があった。郡内にはデラウェア川や大西洋に注ぐクリークが多かったので、密貿易が盛んだった。

## 地理
アメリカ合衆国国勢調査局に拠れば、郡域全面積は337.18平方マイル (873.3 km2)であり、このうち陸地322.00平方マイル (834.0 km2)、水域は15.17平方マイル (39.3 km2)で水域率は4.50%である。
グロスター郡は高度の低い河川と海岸平原で構成されている。郡内最高地点はクロスキーズの南東、郡道654号線沿いにある小さな隆起であり、海抜は180フィート (55 m) である。最低地点はデラウェア川の海面である。

### 交通
郡内を多くの郡道、州道、国道および州間高速道路が通っている。郡道としては534号線、536号線、538号線、544号線、551号線、553号線、555号線、557号線がある。
ニュージャージー州道としては41号線、42号線（南北フリーウェイの一部）、45号線、47号線、55号線、77号線、168号線、324号線（ローガン・タウンシップ内のみ）がある。アメリカ国道としては、北西部に130号線、中央近くに322号線、南端に40号線が通っている。
州間高速道路295号線が郡内唯一の州間高速道路であり、北西部に14マイル (22 km) が入っている。ニュージャージー・ターンパイクも北西部を抜けている。そのインターチェンジはウールウィッチにあるグロスター出口第2号のみである。
グロスター郡はコンレールの南ジャージー・フィラデルフィア共同資産地域にある。郡内の貨物鉄道線がペンズグローブ・セコンダリー、セイラム支線、バインランド・セコンダリーに沿って走っている。SMS鉄道がCSXトランスポーテーションやノーフォーク・サザン鉄道との接続を行っている。
計画中のグラスボロ・カムデン鉄道は、延長18マイル (28.97 km) の気動車ライトレールであり、リバーラインとカムデンのPATCO高速線を繋ぎ、2019年には運行を始める計画である。
ポールズボロ港はポールズボロとその周辺のデラウェア川とマントゥア・クリーク沿いにある。昔から石油製品の海上輸送では国内でも取扱量の多い港であり、現在はバラ積み、混載、コンテナを扱うのに適したオムニポートとして再開発されている。2012年に完了した検討では、風力原動機とプラットフォームの製造、組み立て、輸送の中心とするのに適しているとされた。

### 気候と気象
近年、郡庁所在地であるウッドベリー市の平均気温は1月の26°F (-3 ℃) から7月の87°F (31 ℃) まで変化している。過去最低気温は1934年2月に記録された-11°F (-24 ℃) であり、過去最高気温は1918年8月に記録された106°F (41 ℃) である。月間降水量は2月の2.75インチ (70 mm) から7月の4.35インチ (110 mm) まで変化している。

### 隣接する郡
- フィラデルフィア郡 (ペンシルベニア州) - 北
- カムデン郡 - 北東
- アトランティック郡 - 南東
- カンバーランド郡 - 南
- セイラム郡 - 南西
- ニューキャッスル郡 (デラウェア州) - 西
- デラウェア郡 (ペンシルベニア州) - 北西

### 国立保護地域
- グレートエッグハーバー景観・レクリエーション河川（部分）

## 人口動態
以下は2010年国勢調査による人口統計データである。（　）内に2000年データを示す。
| 基礎データ - 人口: 288,288人 (254,673人) - 世帯数: 104,271 世帯 (90,717 世帯) - 家族数: 75,805 家族 (67,221 家族) - 人口密度: 345.7人/km2（895.3人/mi2）(303, 784) - 住居数: 109,796軒 (95,054軒) - 住居密度: 132軒/km2（341軒/mi2）(113, 293) 人種別人口構成 - 白人: 83.56% (87.07%) - アフリカン・アメリカン: 10.06% (9.06%) - ネイティブ・アメリカン: 0.17% (0.19%) - アジア人: 2.64% (1.49%) - 太平洋諸島系: 0.03% (0.03%) - その他の人種: 1.41% (0.85%) - 混血: 2.13% (1.30%) - ヒスパニック・ラテン系: 4.76% (2.58%) 先祖による構成（2000年データ） - イタリア系：23.8% - アイルランド系：19.3% - ドイツ系：15.8% - イギリス系：7.6% 年齢別人口構成 - 18歳未満:24.4% (26.4%) - 18-24歳: 9.4% (8.9%) - 25-44歳: 25.6% (30.4%) - 45-64歳: 28.3% (22.6%) - 65歳以上: 12.4% (11.7%) - 年齢の中央値: 39歳 (36歳) - 性比（女性100人あたり男性の人口） - 総人口: 94.4 (93.7) - 18歳以上: 91.1 (90.2) | 世帯と家族（対世帯数） - 18歳未満の子供がいる: 33.4% - 結婚・同居している夫婦: 55.6% - 未婚・離婚・死別女性が世帯主: 12.4% - 非家族世帯: 27.3% - 単身世帯: 22% - 65歳以上の老人1人暮らし: 8.9% - 平均構成人数 - 世帯: 2.72人 - 家族: 3.2人 収入と家計（2000年データ） - 収入の中央値 - 世帯: 54,273米ドル - 家族: 62,482米ドル - 性別 - 男性: 43,825米ドル - 女性: 31,077米ドル - 人口1人あたり収入: 22,708米ドル - 貧困線以下 - 対人口: 6.2% - 対家族数: 4.3% - 18歳未満: 6.6% - 65歳以上: 7.0% |

## 郡政府
グロスター郡は7人の委員で構成される郡政委員会が統治している（ニュージャージー州では "Board of Chosen Freeholders" と呼ばれる）。郡全体を選挙区に党派選挙で選出される。任期は3年間である。毎年2人または3人が改選される。毎年1月初めに組織変更の会議が行われ、互選により議長と副議長を選んでいる。
アメリカ合衆国下院議員の選挙ではニュージャージー州第1および第2選挙区に入っている。2013年時点では共和党、民主党それぞれ1人の議員を選出している。

## 政治
グロスター郡は民主党支持の傾向にあるが、州全体と比較するとその程度は弱い。2004年アメリカ合衆国大統領選挙で民主党のジョン・ケリーが共和党のジョージ・W・ブッシュに対して5.3%差で郡を制したが、州全体では6.7%差だった。
2008年では、民主党のバラク・オバマが共和党のミット・ロムニーに対して12.2%差で郡を制したが、州全体では15.5%差だった。しかし2009年ニュージャージー州知事選挙では、共和党のクリス・クリスティが47%を獲得し、43％だった民主党のジョン・コーザインを破った。

## 都市と町

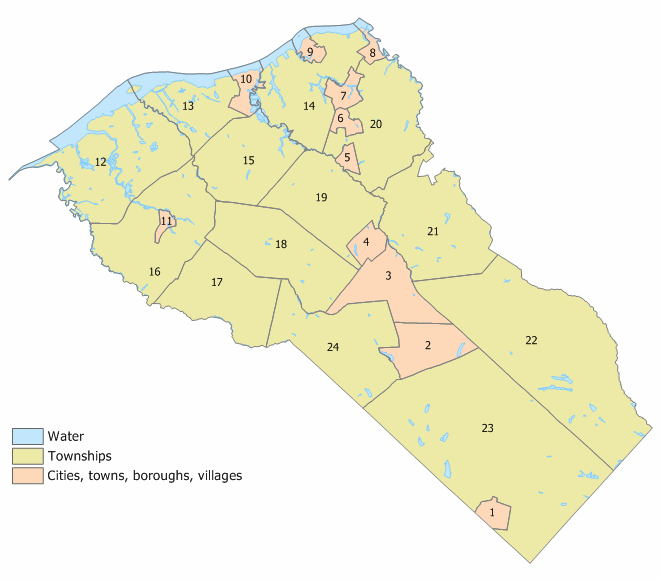
グロスター郡の自治体

グロスター郡には下記の自治体がある。国勢調査指定地域と未編入の町はその所属するタウンシップの下に挙げる。名称の後の数字は右図の番号である。
- クレイトン・ボロ、2
- デプトフォード・タウンシップ、20
  - オークバレー
  - アルモネッソン
  - ジェリコ
  - サリーナ
  - グッドインテント
  - ガードンビルセンター
- イーストグリニッチ・タウンシップ、15
  - マウントロイヤル
  - ミックルトン
  - ウォルファート
  - トムリン
- エルク・タウンシップ、24
  - ハーディングビル
  - オーラ
- フランクリン・タウンシップ、23
  - フランクリンビル
  - フリースミル
  - スタークロス
  - ジャンビア
  - ポーチタウン
  - プレーンビル
  - マラガ
  - フォレストグローブ
- グラスボロ・ボロ、3
- グリニッチ・タウンシップ、13
  - ギブスタウン
  - ビリングスポート
- ハリソン・タウンシップ、18
  - マリカヒル
  - リッチウッド
  - ユーワン
  - ライツミル
- ローガン・タウンシップ、12
  - ベケット
  - ブリッジポート
  - センタースクエア
  - ノートンビル
  - リポーポ
- マントゥア・タウンシップ、19
  - バーンズボロ
  - シウェル
- モンロー・タウンシップ、22
  - ビクトリーレイクス
  - ウィリアムズタウン
  - クロスキーズ
  - ニューブルックリン
  - ブロードレーン
  - セシル
- ナショナルパーク・ボロ、9
- ニューフィールド・ボロ、1
- ポールズボロ・ボロ、10
- ピットマン・ボロ、4
- サウスハリソン・タウンシップ、17
  - ハリソンビル
  - シーダーグローブ
- スウィーズボロ・ボロ、11
- ワシントン・タウンシップ、21
  - ターナーズビル
  - ハーフビル
  - グレンロック
- ウィノナ・ボロ、5
- ウェストデプトフォード・タウンシップ、14
  - コロニアルマナー
  - グリーンフィールズビレッジ
  - マントゥアグローブ
  - レッドバンク
  - サラフェア
  - バーガ
- ウェストビル・ボロ、8
- ウッドベリー市、7
- ウッドベリーハイツ・ボロ、6
- ウールウィッチ・タウンシップ、16
  - アズベリー
  - サンディヒル
  - グランドスプルート
  - ポーチズミル

## 救急サービス
グロスター郡にはニュージャージー州で初の郡を単位とする救急サービス機関があり、ローガン、ウールウィッチ、スウィーズボロ、イーストグリニッチ、ギブスタウン、ポールズボロ、ウェストデプトフォード、ナショナルパーク、マントゥア、ピットマン、グラスボロ、クレイトン、ウッドベリー、サウスハリソン、ウィノナの自治体を対象としている。2007年9月から活動を開始し、その目標は初動から8分59秒以内に救急医療を行うことである。現在救急車は10台あり、1日24時間、1週7日、2交替で任務についている。郡内に戦略的に配置された11の消防署から出動する。管理事務所はクレイトンにある。2010年には州から傑出した公的救急サービス機関として表彰された。

## 教育

### 公共教育学区
グロスター郡の教育学区にはグロスター郡職業訓練学区が入っており、グロスター郡技術学校を管轄している。

### 高等教育機関
郡内にグロスター郡カレッジがある。ローワン大学はグラスボロにある。

## ワイン醸造所
- シーダーベール・ワイナリー
- コーダロッサ・・ワイナリー
- ディベラ・ワイナリー
- ヘリテージ・ビニヤード
- ワゴンハウス・ワイナリー

## 著名な出身者
- リンダ・フィオレンティーノ、女優、マントゥア・タウンシップ出身
- タラ・リピンスキー、フィギュアスケート選手、長野オリンピックの金メダリスト、マントゥア・タウンシップ出身
- ジミー・ロリンズ、メジャーリーグベースボール選手、フィラデルフィア・フィリーズ、ウールウィッチ・タウンシップ出身
- パティ・スミス、パンク・ロック歌手、ウッドベリー出身